# Montreal Supra
El Montreal Supra fue un equipo de fútbol de Canadá que alguna vez jugó en la Canadian Soccer League, la liga de fútbol más importante del país.

## Historia
Fue fundado en el año 1988 en la ciudad de Montreal como el primer equipo de fútbol profesional de Canadá desde que el Montreal Manic de la desaparecida NASL desapareció en 1983.
Muchos de sus jugadores se unieron posteriormente a la desaparecida American Professional Soccer League luego de que el club desapareciera en 1992 junto con la Canadian Soccer League, liga que fue restaurada posteriormente, y también se unieron al Montreal Impact que ganó el título de liga en la temporada 1994 de la Canadian Soccer League en el segundo año del equipo.

## Entrenadores
- Andy Onorato (1988 - 1989)
- Pierre Mindru (1989)
- Paolo Ferrante (1990)
- Eddie Firmani (1990)
- Roy Viggemansen (1990)
- Bobby Vosmaer (1991 - 1992)
- Pino Asaro (1992)

## Jugadores destacados
| - Nick Albanis - André Belotte - Mauro Biello - Alex Bunbury - Arthur Calixte - Mimmo Dell'Armi - Nick De Santis - Patrick Diotte - Paul Dolan - Warren Dupont - Rudy Doliscat - Paul Fenwick - Iain Fraser - André Gagnon - Pascal Corchia | - Pierre Groulx - Sylvain Hamel - Pat Harrington - Lyndon Hooper - Tasso Koutsoukos - Otmane Ibrir - Djamel Laarabi - Grant Needham - Marco Rizi - Abdel Sahrane - Pierre-Richard Thomas - Cameron Walker - Mark Watson - Hernan Fernández |